# Wen Xiaoyan
Pour les articles homonymes, voir Wen.
Wen Xiaoyan (en chinois : 温晓燕), née le 12 octobre 1997 à Yiyang (Chine), est une athlète handisport chinoise concourant en sprint et en saut en longueur catégorie T37 pour les athlètes hémiplégiques. Après le triplé 100 m/200 m/saut en longueur aux Mondiaux 2019, elle réitère l'exploit aux Jeux de 2020.

## Carrière
Aux Jeux paralympiques d'été de 2020, elle réussit le triplé en or sur le 100 m/200 m/ saut en longueur T37. Elle espérait réussir la passe de quatre mais le relais chinois est disqualifié.

## Palmarès
| Date | Compétition           | Lieu           | Place | Course/ Concours | Temps/ Marque |
| ---- | --------------------- | -------------- | ----- | ---------------- | ------------- |
| 2016 | Jeux paralympiques    | Rio de Janeiro | 1re   | longueur         | 5,14 m        |
| 2016 | Jeux paralympiques    | Rio de Janeiro | 1re   | 4 x 100 m        | 50 s 81       |
| 2016 | Jeux paralympiques    | Rio de Janeiro | 2e    | 400 m            | 1 min 03 s 28 |
| 2017 | Championnats du monde | Londres        | 1re   | longueur         | 4,97 m        |
| 2017 | Championnats du monde | Londres        | 6e    | 100 m            | 13 s 83       |
| 2018 | Jeux paraasiatiques   | Jakarta        | 1re   | 100 m            | 13 s 50       |
| 2018 | Jeux paraasiatiques   | Jakarta        | 1re   | longueur         | 4,65 m        |
| 2018 | Jeux paraasiatiques   | Jakarta        | 2e    | 200 m            | 28 s 95       |
| 2018 | Jeux paraasiatiques   | Jakarta        | 2e    | 400 m            | 1 min 07 s 04 |
| 2019 | Championnats du monde | Dubaï          | 1re   | 100 m            | 13 s 20       |
| 2019 | Championnats du monde | Dubaï          | 1re   | 200 m            | 27 s 11       |
| 2019 | Championnats du monde | Dubaï          | 1re   | longueur         | 5,22 m        |
| 2019 | Championnats du monde | Dubaï          | 2e    | 4 x 100 m        | 47 s 40       |
| 2021 | Jeux paralympiques    | Tokyo          | 1re   | 100 m            | 13 s 00       |
| 2021 | Jeux paralympiques    | Tokyo          | 1re   | 200 m            | 26 s 58       |
| 2021 | Jeux paralympiques    | Tokyo          | 1re   | longueur         | 5,14 m        |